# Bostonfelttoget
Bostonfelttoget var det indledende felttog i den Amerikanske uafhængighedskrig. Felttoget drejede sig i første række om at få opstillet de amerikanske koloniers irregulære militser og forvandle dem til en forenet hær. Felttogets militære træfninger startede med Slagene ved Lexington og Concord den 19. april 1775, hvor kolonimilitser der var mønstret for at forsvare militærdepoter i Concord besejrede en styrke af regulære britiske tropper. Nogle britiske enheder blev besejret i en træfning ved Concords North Bridge og den britiske ekspedition led alvorlige tab under den løbende træfning tilbage til Charlestown og en stadig større styrke fra de koloniale militser.
De samlede militser omringede byen Boston og indledte Belejringen af Boston. Den største aktion under belejringen var Slaget ved Bunker Hill den 17. juni 1775, men der var adskillige træfninger som enten resulterede i tab af menneskelig, forsyninger eller begge. Under belejringen tog George Washington kommandoen over de forsamlede militser og omdannede dem til en mere sammenhængende hær. Den 4. marts 1776 befæstede kolonihæren Dorchester Heights og opstillede kanoner, som kunne nå Boston og britiske skibe i havnen. Belejringen og felttoget sluttede den 17. marts 1776 med tilbagetrækningen af de britiske styrker fra Boston.

## Baggrund
I 1767 vedtog det britiske parlament de såkaldte Townshend Acts, som lagde told på papir, glad, maling og andre almindelige varer, der blev indført til de 13 amerikanske kolonier. De amerikanske Sons of Liberty svarede igen med en række protestaktioner. De organiserede en boykot af de toldbelagte varer og de generede og truede toldpersonalet som opkrævede tolden, hvoraf mange var enten korrupte eller i familie med koloniernes ledere. Francis Bernard, som dengang var guvernør over Massachusetts Bay-kolonien, anmodede om militærstyrker til at beskytte kongens embedsmænd. I oktober 1768 ankom der britiske tropper til byen Boston og besatte den. Spændinger førte til Bostonmassakren den 5. marts 1770 og Boston-teselskabet den 16. december 1773.
Som svar på teselskabet og andre protester vedtog parlamentet hvad kolonisterne kaldte Intolerable Acts for at straffe kolonierne. Med Massachusetts Government Act i 1774 afskaffede parlamentet i realiteten det lokale styre i Massachusetts. General Thomas Gage, som allerede var øverstkommanderende for de britiske tropper i Nordamerika blev også udpeget til guvernør over Massachusetts og fik af George 3. instruks om at opretholde kongens autoritet i den besværlige koloni. Den folkelige modstand tvang de nyudnævnte kongelige embedsmænd i Massachusetts til at træde tilbage eller bringe sig i sikkerhed i Boston. Gage havde kommando over 4 regimenter af regulære britiske regimenter – ca. 4.000 mand fra sit hovedkvarter i Boston, men udenfor Boston var området i det store og hele under kontrol af Patrioter og deres sympatisører.

## Krigen begynder
Den 1. september 1774 beslaglagde britiske soldater krudt og andre militære forsyninger i ved et overraskelsesangreb på et krudtmagasin nær Boston. Denne ekspedition alarmerede området og tusinder af "patrioter" gik i aktion efter rygter om at krigen var forestående. Selv om det viste sig at være falsk alarm fik denne hændelse, der kaldes Krudt alarmen, alle involverede til at træde varsomt i den følgende tid, og fungerede i praksis som en generalprøve på de militære begivenheder, som skulle udspille sig syv måneder senere. Delvis som svar på denne aktion fjernede kolonisterne militære forsyninger fra adskillige forter i New England og fordelte dem blandt de lokale militser.
Om natten den 18. april 1775 sendte general Gage 700 mand af sted for at få kontrol med våben og ammunition som var oplagret af den koloniale milits i Concord. Adskillige ryttere, herunder Paul Revere, alarmerede området, og da de britiske tropper gik ind i Lexington om morgenen den 19. april blev de mødt af 75 Minutemen, som var opstillet på landsbyens fælled. Der blev udvekslet skud og de undertallige militsfolk blev spredt, hvorefter briterne fortsatte mod Concond. Ved Concord søgte tropperne efter militære forsyninger, men faldt relativt lidt, da kolonisterne, som var opmærksomme på at noget sådant kunne indtræffe, havde taget skridt til at gemme mange af forsyningerne. Under eftersøgningen var der en træfning ved North Bridge. En lille gruppe britiske soldater skød på en meget større gruppe militssoldater, som besvarede ilden og efterfølgende jog soldaterne på flugt. De vendte tilbage til landsbyens centrum til de andre soldater. Da de britiske soldater begyndte tilbagetrækningen til Boston var adskillige tusinde militssoldater samlet langs vejen. Der fulgte en løbende træfning, og den britiske afdeling led store tab indtil den nåede Charlestown, Massachusetts. Med slagene ved Lexington og Concord var krigen begyndt.

## Belejringen af Boston
I tiden efter den fejlslagne ekspedition til Concord forblev de mange tusinde militsmænd, der var strømmet mod Boston i området, og i løbet af de følgende dage kom der flere til længere væk fra, herunder kompagnier fra New Hampshire, Connecticut og Rhode Island. Under kommando af Artemas Ward omringede de byen og blokerede adgangen over land og indledte Belejringen af Boston. De regulære britiske styrker befæstede højdedragene i byen.

### Behov for forsyninger
Selv om briterne kunne forsyne byen ad søvejen var forsyningerne i Boston små. Tropperne blev sendt ud til nogle øer i Boston havn for at fouragere hos landmændene. Som svar begyndte kolonistyrkerne at rydde disse øer for alt hvad der kunne være til gavn for briterne. En af disse aktioner blev imødegået af briterne i Slaget ved Chelsea Creek, men det resulterede blot i tabet af to britiske soldater og det britiske skibDiana.
Kolonihæren havde også problemer med forsyninger og ledelse. De forskellige militsers behov for at blive organiseret, bespist, beklædt, bevæbnet og under kommando skulle koordineres, da hver militsleder var ansvarlig overfor sin lokale kolonis kongres.

### Bunker Hill
Sidst i maj modtog general Gage ad søvejen en forstærkning på 2.000 mand og tre generaler, som skulle komme til at spille vigtige roller i krigen: William Howe, John Burgoyne og Henry Clinton. De opstillede en plan for hvordan de kunne bryde ud af byen, og den blev færdig den 12. juni. Rapporter om disse planer nåede tilbage til lederne af belejringsstyrkerne, som besluttede at yderligere skridt var nødvendige.
Om natten mellem den 16. og 17. juni marcherede en afdeling af den koloniale hær forsigtigt ud på Charlestown halvøen, som briterne havde opgivet i april, og befæstede Bunker Hill og Breed's Hill. Den 17. juni angreb britiske styrker under general Howe og erobrede Charlestown halvøen i Slaget ved Bunker Hill. Slaget var teknisk set en britisk sejr, men tabene, omkring halvdelen af angriberne blev dræbt eller såret, herunder en betydelig del af det britiske officerskorps, var så alvorlige, at der ikke blev fulgt op på angrebet. Belejringen blev ikke brudt, og general Gage blev kaldt tilbage til England i september og erstattet med general Howe, som britisk øverstkommanderende.

### Dødvande
Efter slaget ved Bunker Hill var belejringen endt i et dødvande, da ingen af siderne havde en klart dominerende stilling eller viljen og udstyret til væsentligt at ændre sin stilling. Da George Washington ankom til Cambridge i juli konstaterede han at hærens størrelse var faldet fra omkring 20.000 til omkring 13.000 mand. Han konstaterede også at slaget i alvorlig grad havde reduceret hærens lager af krudt, hvilket dog blev afhjulpet med krudt forsyninger fra Philadelphia. Briterne havde også travlt med at fremføre forstærkninger, og da Washington ankom havde briterne mere end 10.000 mand i byen.
I løbet af sommeren og efteråret 1775 gravede begge sider sig ned, om end det kom til ledlighedsvise træfninger, men ingen af siderne indledte større aktioner. Den Anden kontinentale Kongres forsøgte at tage en form for initiativ og gav tilladelse til en invasion af Canada, efter at adskillige breve til indbyggerne i Canada var blevet afvist af de fransktalende og britiske kolonister der. I september førte Benedict Arnold 1.000 tropper fra hæren udenfor Boston som led i denne indsats, der endte katastrofalt for amerikanerne.
Washington stod også overfor en personelkrise, da de fleste af troppernes tjenestetid udløb med udgangen af 1775. Han introducerede en række rekrutteringstiltag og kunne holde hæren tilstrækkelig stor til at kunne opretholde belejringen, selv om hæren nu var mindre end de belejrede styrker.

## Belejringen slutter
I starten af marts 1776 blev tunge kanoner som var blevet erobret i slaget ved Ticonderoga af de revolutionære flyttet til Boston. En vanskelig opgave, som blev tilrettelagt af Henry Knox. Da kanonerne var blevet placeret på Dorchester Heights i løbet af en dag, med udsigt til de britiske stillinger, blev den britiske situation ikke længere holdbar. General Howe planlagde et angreb for at generobre det højtliggende område, men en snestorm forhindrede det i at blive udført. Efter at have truet med at afbrænde byen, hvis deres afrejse blev hindret, evakuerede briterne byen den 17. marts 1776 og sejlede midlertidigt til Halifax, Nova Scotia. De lokale militser spredtes og i april tog general Washington det meste af Den kontinentale arme med for at befæste byen New York og indlede Felttogene i New York og New Jersey.

## Arven
Briterne blev i praksis fordrevet fra New England som resultat af dette felttog, selv de, i lighed med andre steder i kolonierne, fortsat fik støtte fra de lokale Loyalister, især i Newport, Rhode Island, hvorfra de fordrev hovedparten af de lokale Patrioter. Felttoget og krigen som helhed var et alvorligt slag mod Storbritanniens prestige og tiltro til sit militær. De øverste militære ledere i felttoget fik kritik for deres indsats. F.eks. fik Clinton, selv om kom til at lede de britiske styrker i Nordamerika, meget af skylden for at briterne havde tabt krigen, og andre kom enten ikke igen i indsats i krigen (Gage), eller endte med at komme i unåde (Burgoyne, som overgav sin hær i Slaget ved Saratoga). Mens briterne fortsat havde kontrollen over havene og havde militære successer på landjorden, ikke mindst i Felttogene i New York og New Jersey, og Philadelphiafelttoget), havde de begivenheder, som førte op til krigen haft den effekt at de forenede de 13 kolonier i deres modstand mod kronen. Derfor kunne de aldrig samle tilstrækkelig støtte fra Loyalister til at genskabe en egentlig politisk kontrol over kolonierne.
Trods deres forskellige var kolonierne i stand til at forene sig som følge af disse begivenheder. De kunne give den Anden kontinentale kongres tilstrækkelig autoritet og finansiering til at gennemføre revolutionen som en forenet helhed, herunder at udstyre og betale de militære styrker der blev opstillet som følge af dette felttog.